# Pseudophengodes fusca
Pseudophengodes fusca är en skalbaggsart som först beskrevs av Henry Stephen Gorham 1881.  Pseudophengodes fusca ingår i släktet Pseudophengodes och familjen Phengodidae. Inga underarter finns listade i Catalogue of Life.